# Hòa Xuân Tây
Hòa Xuân Tây là một phường thuộc thị xã Đông Hòa, tỉnh Phú Yên, Việt Nam.

## Địa lý
Phường Hòa Xuân Tây nằm ở phía tây thị xã Đông Hòa, có vị trí địa lý:
- Phía đông giáp xã Hòa Xuân Đông
- Phía tây giáp huyện Tây Hòa và xã Hòa Tân Đông
- Phía nam giáp xã Hòa Xuân Nam
- Phía bắc giáp phường Hòa Vinh.

Phường Hòa Xuân Tây có diện tích 45,79 km², dân số năm 2019 là 12.856 người, mật độ dân số đạt 281 người/km².
Phường gồm khu phố : Bàn Nham Bắc , Bàn Nham Nam , Thạch Chẩm , Nam Bình 1 , Nam Bình 2 , Phước Lương

## Lịch sử
Địa bàn phường Hòa Xuân Tây trước đây vốn là một phần xã Hòa Xuân thuộc huyện Tuy Hòa.
Ngày 27 tháng 8 năm 1994, chia xã Hòa Xuân thành 3 xã Hòa Xuân Đông, Hòa Xuân Tây và Hòa Xuân Nam.
Ngày 16 tháng 5 năm 2005, huyện Tuy Hòa chia tách thành hai huyện Đông Hòa và Tây Hòa. Xã Hòa Xuân Tây thuộc huyện Đông Hòa.
Ngày 22 tháng 4 năm 2020, Ủy ban Thường vụ Quốc hội ban hành Nghị quyết số 931/NQ-UBTVQH14 năm 2020 về việc thành lập thị xã Đông Hòa và các phường thuộc thị xã Đông Hòa (nghị quyết có hiệu lực từ ngày 1 tháng 6 năm 2020). Theo đó, thành lập phường Hòa Xuân Tây thuộc thị xã Đông Hòa trên cơ sở toàn bộ 45,79 km² diện tích tự nhiên và 12.856 người của xã Hòa Xuân Tây.